# Croton discolor
Espèce
Classification APG III (2009)
Croton discolor est une espèce de plantes à fleurs du genre Croton et de la famille des Euphorbiaceae, présente aux Caraïbes.

## Synonymes
- Cascarilla discolor (Willd.) Raf.
- Oxydectes discolor (Willd.) Kuntze
- Croton dioicus Isert ex Geiseler (nom illégitime)

## Remarque
Croton discolor Willd. ne doit pas être confondu avec Croton discolor C.Wright ex Griseb., nom illégitime synonyme de Croton origanifolius.